# Michael Bloomberg
Michael Rubens Bloomberg (Boston, Massachusetts, 14. veljače 1942.) američki je poduzetnik, političar i filantrop.
Na dužnosti je gradonačelnika New Yorka od 2002. do 2013.
Bloomberg je osnivač i 88%-tni vlasnik Bloomberg L. P., tvrtke za davanje financijskih informacija. S imetkom vrijednim neto 18,1 milijardi $ on je 12. najbogatija osoba u SAD-u i član Malteških vitezova.
Bloomberg, ima liberalne političke poglede u društvenim pitanjima, a u ekonomiji je konzervativac. Podržavao je Demokratsku stranku do 2001. godine, a tada je pristupio republikancima prije izbora za gradonačelnika i kao njihov kandidat bio izabran. Bloomberg je ponovno izabran 2005. godine. U lipnju 2007. je napustio republikance i tako potakao špekulacije da će se kandidirati za predsjednika SAD-a kao nezavisni kandidat. Umjesto toga Bloomberg je počeo lobirati za promjenu gradskog statuta koji bi mu omogućio treći gradonačelnički mandat, a koji je osvojio u studenome 2009. godine.